# اچ‌ام‌اس والوروس (۱۸۵۱)
اچ‌ام‌اس والوروس (۱۸۵۱) (به انگلیسی: HMS Valorous (1851)) یک کشتی بود که طول آن ۲۱۰ فوت (۶۴ متر) بود. این کشتی در سال ۱۸۵۱ ساخته شد.